# Fort Alban
Fort Alban er et renæssance fort, beliggende på Mont Alban øst for Nice. Fortet er bygget i 1560 af Hertugen af Savoyen Amédée III i forbindelse med, at Nice var kommet under savoyardisk styre og han ønskede, at forstærke sin militære tilstedeværelse i området.
43°42′05″N 7°18′01″Ø / 43.7013°N 7.30018°Ø